# Península de Oga

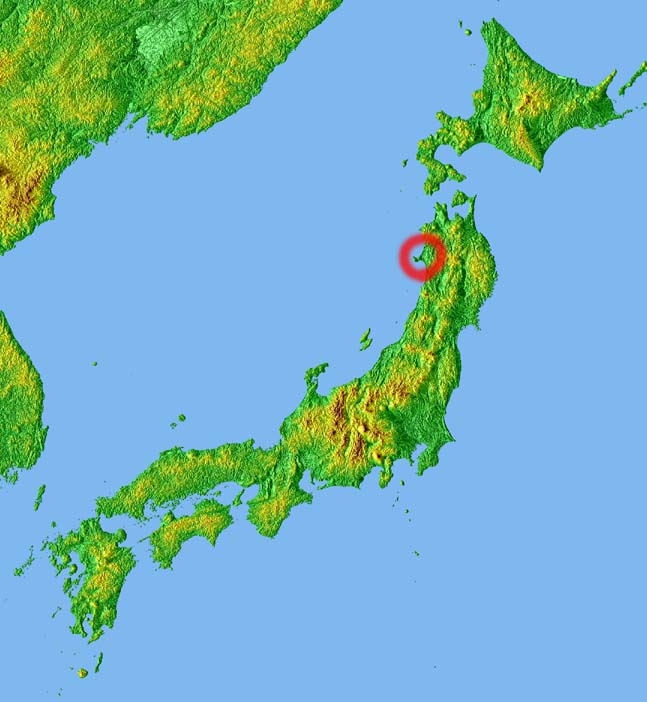
Localização

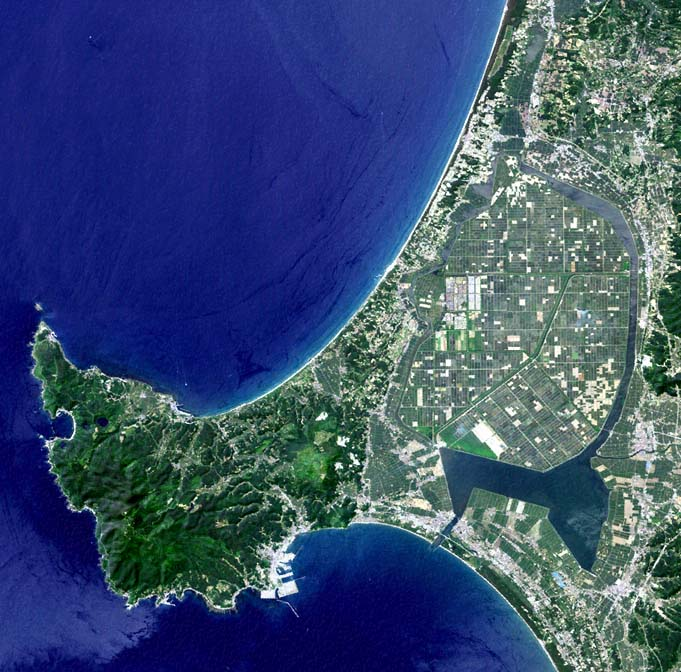
Imagem de satélite

A Península de Oga (男鹿半島, Oga-hantō) é uma península localizada na zona costeira da província de Akita, no norte da ilha de Honshu, a maior ilha do Japão, que se projecta para oeste para o Mar do Japão. Em termos de divisão política, a cidade de Oga ocupa a península.
Na base da península de Oga encontra-se o Hachirogata, um lago que a meio do século XX era o segundo maior do Japão. A península de Oga é ainda conhecida pelo seu festival, o Namahage. 